# Adam Hammill
Adam James Hammill (* 25. Januar 1988 in Liverpool) ist ein englischer Fußballspieler, der bei Scunthorpe United unter Vertrag steht.

## Karriere
Hammill begann seine Karriere an der Jugendakademie des FC Liverpool, wohin er 1995 als 7-Jähriger kam. Mit der Jugendmannschaft der Reds holte er 2006 den FA Youth Cup. Hammill wird als extravaganter und kreativer Mittelfeldspieler beschrieben. Der Engländer kann auf den Seiten spielten oder als hängende Spitze. Der Mittelfeldspieler hat eine gute Technik, ist schnell und hat einen guten Antritt. Viele seiner Bewunderer verglichen Hammill früh mit Spielern wie Cristiano Ronaldo und Joe Cole. International spielte er sechs Mal für die englische U-19-Auswahl und erzielte dabei zwei Tore. Am 18. Januar 2007 wechselte der Engländer leihweise nach Schottland zu Dunfermline Athletic. Mit den Schotten erreichte er das Endspiel um den schottischen Cup 2007.
Weitere Leihstationen waren anschließend der FC Southampton (Juli 2007 bis März 2008) und der FC Blackpool (Juli 2008 bis Jahresende 2008), bevor er erneut als Leihspieler ab Februar 2008 die Saison beim FC Barnsley zu Ende brachte. Am 10. August 2009 unterschrieb er bei dem zuletzt genannten Klub einen neuen Dreijahresvertrag. Festgeschrieben im Vertrag war Medienberichten zufolge eine Ausstiegsklausel, die ihm für eine festgeschriebene Ablösesumme von 500.000 Pfund einen weiteren Wechsel ermöglichte. Diese nahmen die Wolverhampton Wanderers im Januar 2011 wahr und verpflichteten Hammill für weitere 3½ Jahre.
Am 25. Juni 2013 wechselte Hammill zum Zweitligisten Huddersfield Town. Danach spielte er Leihweise bei Rotherham United. Ab 2015 spielte Hammill drei Jahre für den FC Barnsley, bevor ein Wechsel nach Schottland zum FC St. Mirren folgte. Im Januar 2019 wechselte Hammill zu Scunthorpe United.

## Erfolge
- FA Youth Cup: 2006